# Американське товариство інженерів-механіків
Американське товариство інженерів-механіків (англ. American Society of Mechanical Engineers, англ. ASME) — некомерційна членська організація, яка створена для підтримки співпраці, обміну знаннями, кар'єрного зростання та розвитку навичок у всіх інженерних дисциплінах задля надання допомоги світовій інженерній спільноті з розробки загально корисних рішень на благо добробуту людей. Засноване 1880 року невеликою групою провідних промисловців, ASME зростало протягом десятиріч і налічує понад 120 000 членів більш ніж у 150 країнах світу.
ASME є одним з найбільших у світі видавців технічних стандартів, під егідою ASME проводиться близько 30 міжнародних конференцій і 200 професійних курсів на рік, видаються книжки і журнали. Робота спільноти контролюється обраною Радою керівників через п'ять рад, 44 керівництва і декілька сотень комітетів у 13 регіонах світу. У всьому світі ASME об'єднує близько 400 членських студентських секцій.
Виконуючи свою місію, ASME дотримується наступних основних цінностей:
- Дотримання чесності та етичної поведінки
- Підтримання різноманіття й поваги до гідності та культури всіх людей
- Розвиток і збереження довкілля і наших природних та рукотворних ресурсів
- Сприяння розвитку, поширенню і застосуванню інженерних знань
- Проповідування переваг безперервної та інженерної освіти
- Шанобливе ставлення до історії інженерії та документування її у безперервному розвитку
- Підтримання технічного та суспільного внеску інженерів.

## Види документації та літератури, що видається ASME
ASME є одною з найдавніших організацій з розробки стандартів, у світі. Вона виробляє близько 600 кодексів і стандартів, що стосуються безлічі технічних галузей, таких як комплектувальні для котлів, ліфтів, вимірювання потоку рідини в закритих каналах, підіймальних кранів, ручного інструменту, кріплення, і верстатів. Деякі стандарти ASME були переведені на інші мови окрім англійської, наприклад, китайська, французька, німецька, японська, корейська, португальська, іспанська та шведська.  Зверніть увагу, що відповідно до ASME:

### ASME котлів та посудин високого тиску (BPVC)
Найбільшим стандартом ASME, як за розміром, так і за кількістю добровольців, що беруть участь в його підготовці, є ASME котлів та посудин високого тиску (BPVC) (англ. Boiler & Pressure Vessel Code). BPVC це стандарт, який встановлює правила для проєктування, виготовлення, монтажу, огляду, догляду та використання котлів, посудин високого тиску, а також ядерних компонентів. Кодекс також містить стандарти на матеріали, процедури і кваліфікації щодо зварювання і паяння, неруйнівного контролю, а також ядерного експлуатаційного контролю. Він переглядається кожні два роки. BPVC складається з дванадцяти томів. Марки для визначення та сертифікація котлів і посудин високого тиску, відповідно до коду ASME охоплюють деякі з найбільш поширених S, U, U2 і U3, тощо. 

### ASME тест-коди на продуктивність (англ. PTC)
ASME Тест-коди продуктивності (ПТК) забезпечують єдині правила і процедури планування, підготовки, виконання і звітності за наслідками тесту продуктивності.  Підсумки тесту дають числові характеристики щодо роботи обладнання, систем або галузей котрі проходить випробування. Коди забезпечують керівні принципи для процедур перевірки, які дають результати найвищого рівня точності на основі поточних інженерних знань, з урахуванням даних витратної та вартісної інформації, отриманої з тестування. Коди тестів є придатними для використання, і під час застосування, повинні бути дотримані з якнайменшою невизначеністю. Вони призначені спеціально для експлуатації обладнання в промислових умовах.
Більшість ASME PTCs, застосовних до зазначеного типу обладнання, визначаються відповідними стандартами. Там може бути кілька підкатегорій обладнання охоплених одним документом. Типи обладнання, для яких застосовуються PTCs, можна поділити на п'ять основних категорій наступним чином: (1) електрична або механічна енергія виробництва, (2) горіння і теплообмін, (3) подавання матеріалу; (4) викиди; (5) інше обладнання.
Приклади кодів ASME Тестів продуктивності:
- ASME PTC 6 Парові турбіни
- ASME PTC 8.2 Відцентрові насоси
- ASME PTC 11 Вентилятори
- ASME PTC 12.5 Теплообмінні апарати
- ASME PTC 19.1  Невизначеність випробувань
- ASME PTC 22 Газові турбіни
- ASME PTC 25 Клапани скидання тиску
- ASME PTC 40 Сіркоочищення димових газів
- ASME PTC 42 Вітроустановки
- ASME PTC 46 Загальна продуктивність заводу
- ASME PTC 55 Двигуни літака

### Забезпечення ядерної-1 Якість
ASME створила і підтримує нормативний стандарт ядерної якості-1 (NQA-1).

### Книги ASME
Періодичні видання ASME (англ. ASME Transaction Journals) — 25 назв журналів.

## Нагороди ASME
Встановлено декілька десятків різноманітних нагород, що присуджуються за різні види заслуг у галузі інженерної діяльності. Деякі з них наведено нижче. 
- З 1924 року вручається медаль Голлі (англ. Holley Medal) — нагорода за «значні та унікальні досягнення в інженерній справі, що принесли велику і своєчасну користь суспільству»[7].
- 1929 року Американське товариство інженерів-механіків заснувало медаль ASME (англ. ASME Medal)[8] — найвищу наукову нагороду за видатні досягнення в галузі інженерії. Нагорода присуджується щороку і становить $15 000.
- 1957 року було засновано медаль Тимошенка (англ. Timoshenko Medal), на честь  Степана Прокоповича Тимошенка (1878-1972), вченого у галузі механіки, основоположника теорії міцності матеріалів, теорії пружності та коливань, одного з організаторів і перших академіків Української академії наук. Нагорода вручається кожного року і становить $1750 (а також відшкодовується витрати на проїзд на церемонію вручення, не більше $1750)[9].
- З 1972 року щорічно вручається медаль Едвіна Ф. Чьоча (англ. Edwin F. Church Medal) за досягнення в галузі інженерної освіти[10].
- З 1996 року щорічно вручається медаль Вагнера Т. Койтера (англ. Warner T. Koiter Medal) за досягнення в галузі механіки суцільних середовищ. Нагорода становить $2000 (а також відшкодовується витрати на проїзд на урочистості вручення)[11].
- З 1997 року щорічно вручається медаль Данієля Дрюкера (англ. Daniel C. Drucker medal) за досягнення в галузі прикладної механіки і машинобудування. Нагорода становить $1000 (а також відшкодовується витрати на проїзд на церемонію вручення)[12].

Встановлено багато інших нагород.
Разом з іншими товариствами ASME присуджує: медаль Джона Фріца (з 1902 року), Вашингтонівська премія (з 1916 року), медаль Даніеля Гуггенхайма (з 1929 року), медаль Гувера (з 1930 року) і премію імені Макса Джейкоба (з 1961).